# Istituto tecnico commerciale statale Marino Ballini
L'istituto tecnico commerciale statale "Marino Ballini" fu una scuola statale secondaria di secondo grado ad indirizzo mercantile della città di Brescia. Fu intitolata a Marino Ballini, uomo politico che fu fondatore e docente dello stesso istituto.

## Storia

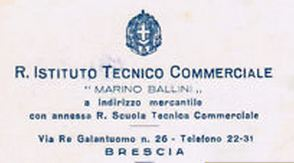
L'indirizzo postale nel periodo in cui fu considerato Regio Istituto

Il 12 novembre 1872 il Collegio Peroni, attivo fin dal Seicento, aprì una scuola commerciale per iniziativa di Marino Ballini che fu il primo presidente dei consiglio dei professori. Nel 1881 la scuola fu municipalizzata su iniziativa dell'assessore all'istruzione Teodoro Pertusati e del sindaco Antonio Barbieri. Tuttavia, nel 1895 la giunta guidata da Francesco Bettoni Cazzago decise di sopprimerla, per cui ritornò ad operare come istituto privato. Nel 1902, dopo il ritorno dei liberali zanardelliani al governo della città con la giunta guidata da Federico Bettoni, fu nuovamente municipalizzata. Nel settembre 1906, passò sotto la gestione statale e divenne Regia Scuola di Commercio. Grazie agli sforzi del Direttore della scuola Alberti, nel gennaio 1916 un decreto luogotenenziale, su proposta del Ministero dell'Agricoltura, la trasformò in Regio Istituto Commerciale, legandola al nome del fondatore Ballini.
Nell'agosto 1942, il Ministero della pubblica istruzione decise di accorpare al Ballini l'Istituto tecnico statale per geometri Niccolò Tartaglia che fu di conseguenza soppresso. All'inizio del periodo scolastico, in ottobre, i due istituti furono riuniti presso un'unica sede, quella dell'istituto per ragionieri, nell'attuale via Vittorio Emanuele all'incrocio con corso Cavour all'interno di un edificio che era nato come caserma delle guardie del Dazio. Il nuovo assetto scolastico fu confermato sia dalla Repubblica Sociale Italiana, il 5 gennaio 1944, sia da quella italiana, con un decreto del Governo De Gasperi I dell'aprile 1946.
Nel secondo dopoguerra, le sezioni per i geometri furono trasferite presso un'ala di palazzo Bargnani, in corso Matteotti. Fra il 1949 e il 1950 il "Marino Ballini", anche a causa dell'assorbimento dell'istituto per geometri, dovette abolire la sezione amministrativa, mantenendo la sezione mercantile. Nel 1954, l'istituto per geometri ritornò indipendente.
Negli anni successivi la sede fu stabilita in Corso Matteotti, ove rimase fino al 1º settembre 1999, quando fu unito all'altro istituto per ragionieri della città, l'Abba, dando vita all'Abba-Ballini.